# Turmhügel Großköllnbach
Der Turmhügel Großköllnbach befindet sich in dem gleichnamigen Ort Großköllnbach, heute ein Gemeindeteil des niederbayerischen Marktes Pilsting im Landkreis Dingolfing-Landau. Die abgegangene Turmhügelburg (Motte) liegt ca. 130 m nordöstlich von der Pfarrkirche St. Georg und 200 m nördlich von Schloss Großköllnbach. Er wird als Bodendenkmal unter der Aktennummer D-2-7241-0012 im Bayernatlas als „Turmhügel des Mittelalters“ geführt.

## Beschreibung
Der Turmhügel ist ein steil geböschter Hügel, der gut sechs m über die breite Sohle eines kreisrunden Ringgrabens emporragt. Der Graben ist drei bis vier m eingetieft. Auf dem annähernd kreisrunden Plateau mit einem Durchmesser von ca. 22 m stand bis 1975 das Benefiziatenhaus, heute ein Klettergerüst. Eine Erdbrücke, in die ein Keller eingebaut ist, führt vom Turmhügel nach Südwesten über den Graben. Dieser besaß früher von Norden her einen Zufluss. Grabensohle und Plateau sind mit Gras bewachsen, die Böschung des Turmhügels und der umlaufende Wall mit Bäumen bestanden.
Heute ist der Turmhügel der Abenteuerspielplatz des Kindergartens Großköllnbach.

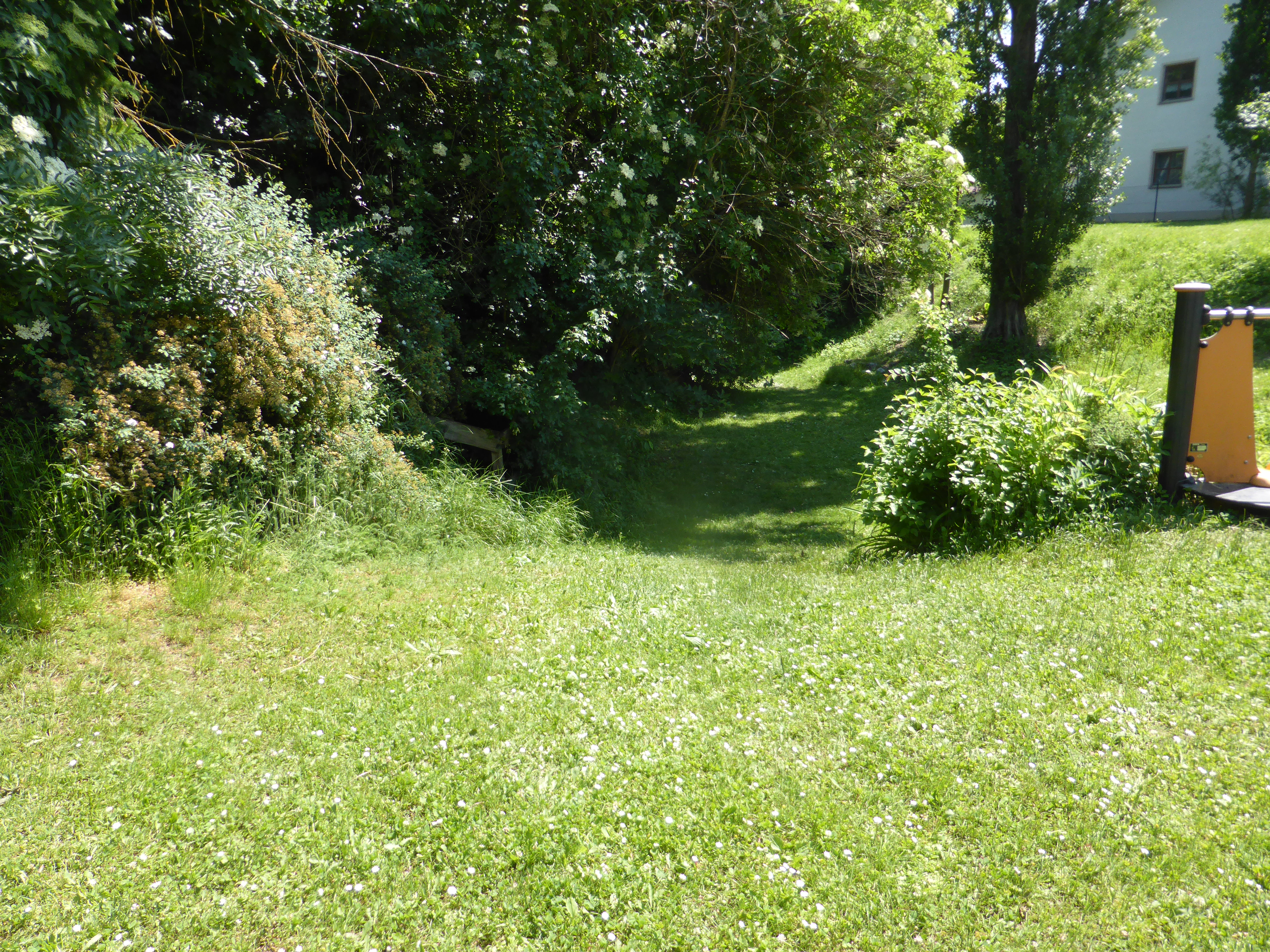
Grabensohle des Turmhügels Großköllnbach
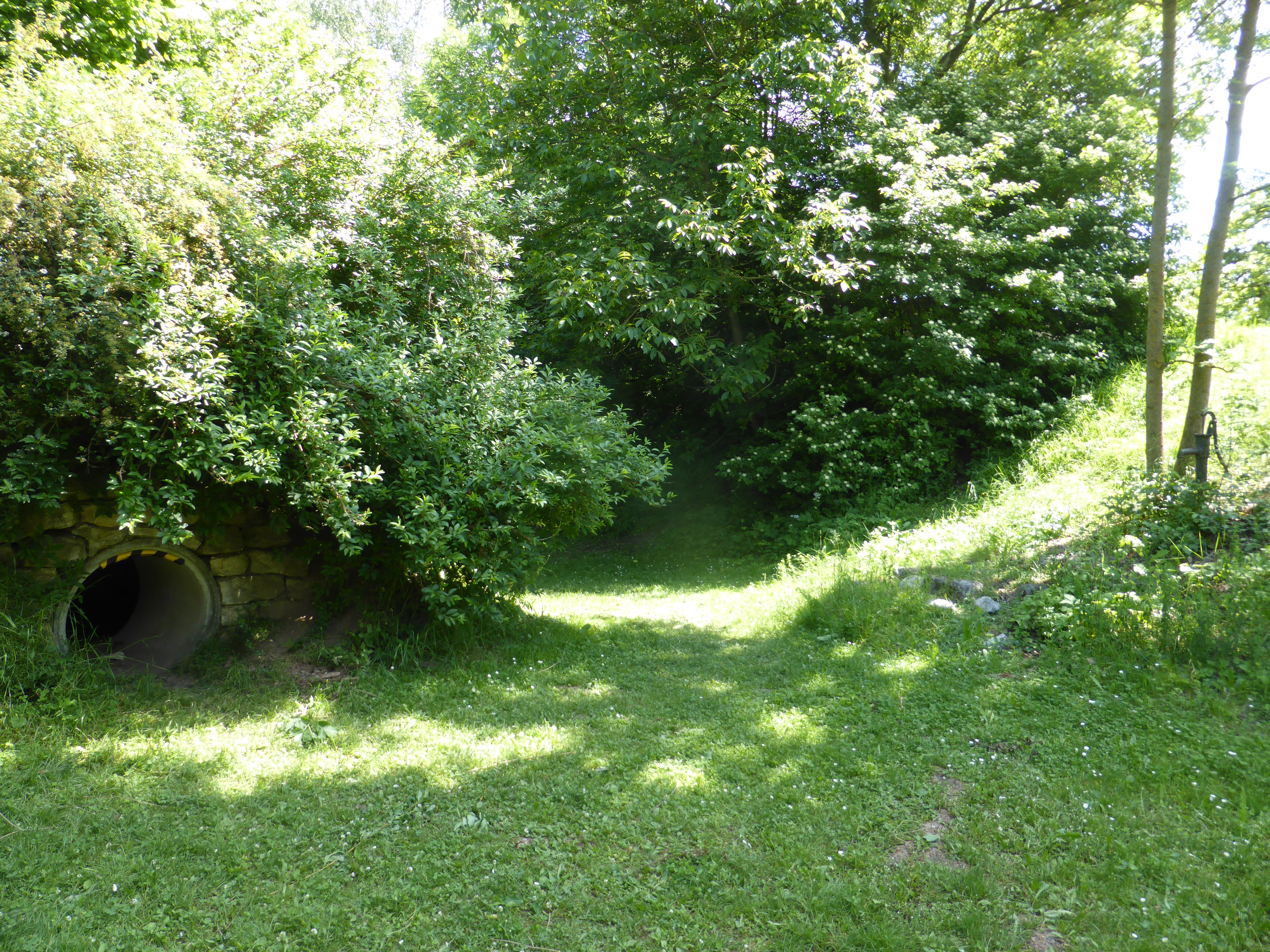
Außenwall des Turmhügels Großköllnbach
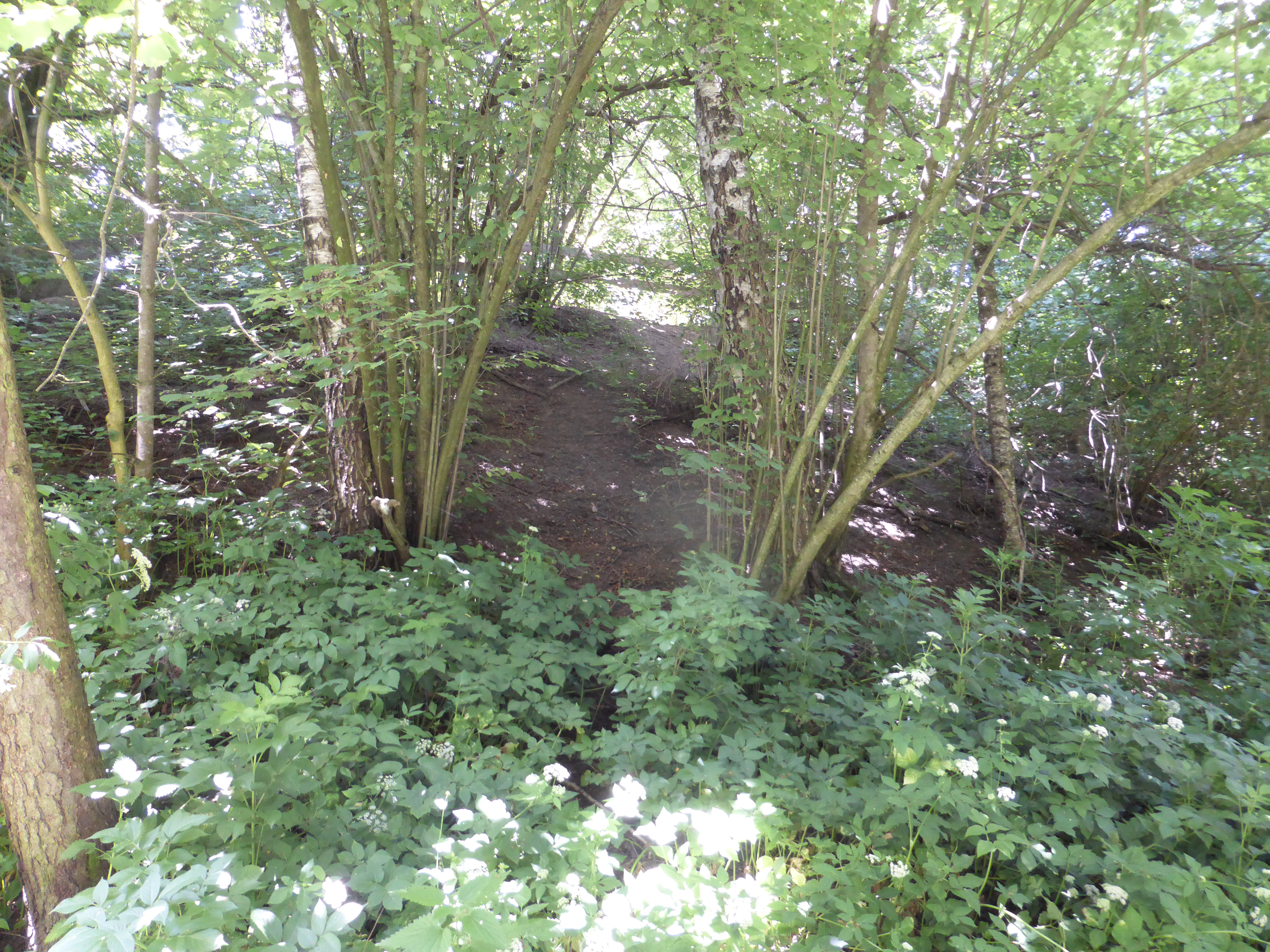
Böschung des Turmhügels Großköllnbach
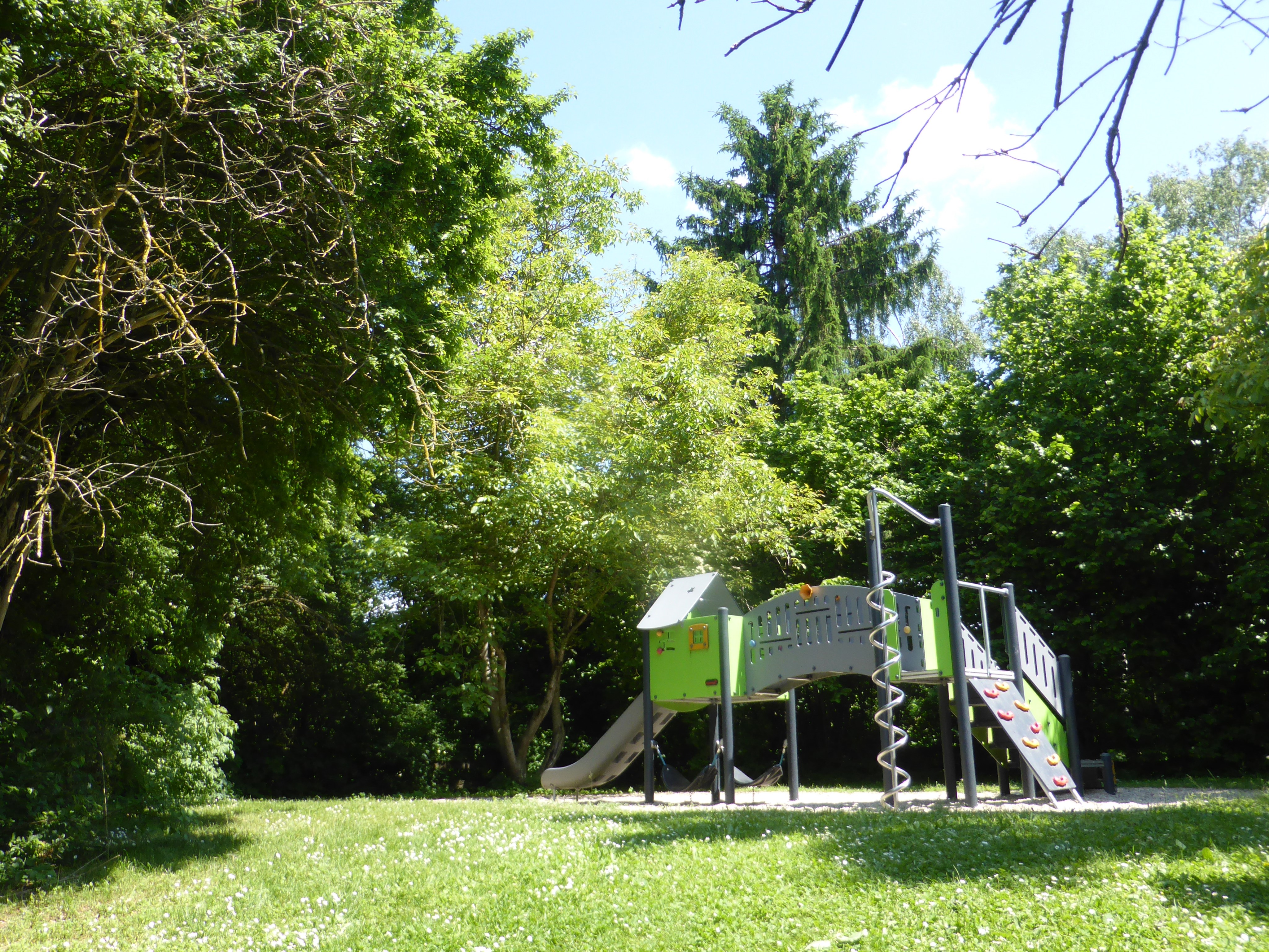
Plateau des Turmhügels Großköllnbach

## Geschichte
Der Turmhügel wird als ehemaliger Sitz der Herren von Köllnbach (der Kölnpecken) bezeichnet.